# Neoparalus granitus
 (octobre 2021).
Genre
Synonymes
- Paralus Roewer, 1949 nec Rafinesque, 1815

Espèce
Synonymes
- Paralus granitus Roewer, 1949

Neoparalus granitus, unique représentant du genre Neoparalus, est une espèce d'opilions laniatores à l'appartenance familiale incertaine.

## Distribution
Cette espèce est endémique de Santa Catarina au Brésil. Elle se rencontre vers Seara.

## Description
Le mâle holotype mesure 3,5 mm.

## Systématique et taxinomie
Cette espèce a été décrite sous le protonyme Paralus granitus par Roewer en 1949. Le nom Paralus Roewer, 1949 étant préoccupé par Paralus Rafinesque, 1815, il est remplacé par Neoparalus par Özdikmen en 2006.

## Publications originales
- Roewer, 1949 : « Über Phalangodiden I. (Subfam. Phalangodinae, Tricommatinae, Samoinae.) Weitere Weberknechte XIII. » Senckenbergiana, vol. 30, p. 11–61.
- Özdikmen, 2006 : « Nomenclatural changes for some Laniatores (Opiliones) genera: New substitute names and new combinations. » Munis Entomology & Zoology, vol. 1, no 1, p. 63–68 (texte intégral).